# Louis Marin
Louis Marin (La Tronche, 22 maggio 1931 – Parigi, 29 ottobre 1992) è stato un filosofo e storico francese, semiotico, storico dell'arte e critico d'arte.

## Biografia
Della vita di Louis Marin sono documentati per lo più gli studi e i percorsi professionali. Dopo la scuola primaria a Lione, frequenta il liceo a Parigi. Iscrittosi alla École normale supérieure, nel 1953 ottiene la cattedra per l'insegnamento secondario di filosofia. Durante gli anni della formazione Marin stringe amicizie destinate a durare tutta la vita con studiosi quali Michel Foucault, Pierre Bourdieu, Michel Deguy e Jacques Derrida.
Dal 1961 al 1964 è consigliere della cultura presso l'ambasciata francese in Turchia, e durante questo periodo conosce Greimas. Al rientro in Europa, sceglie di continuare l'insegnamento, trasferendosi a Londra, dove entra in contatto con il Warburg Institute, e dove diviene assistente direttore dell'Istituto francese, nel periodo compreso tra il 1964 e il 1967. A Londra conosce, fra gli altri, anche Anthony Blunt ed Edgar Wind, la cui influenza suggerisce a Marin di intraprendere la ricerca nella storia dell'arte.
Dal 1967, insieme a Michel de Certeau, si unisce all'équipe di ricerca costituita da Greimas l'anno precedente, all'insegna della "semio-linguistica" e con il duplice riferimento del Laboratorio di antropologia sociale e del Collegio di Francia, nella persona di Claude Lévi-Strauss. Marin viene poi invitato presso l'Università di Paris-Nanterre, dove nel 1968 partecipa attivamente agli avvenimenti politici di quel periodo. L'anno successivo diviene supplente di Roland Barthes presso l'École pratique des hautes études.
Dal 1970, in qualità di visiting professor, insegna negli Stati Uniti d'America, inizialmente presso l'università della California a San Diego, e nel 1974 presso la Università Johns Hopkins a Baltimora. Marin rimane nel continente americano fino al 1977, anno in cui viene eletto direttore presso l'École des hautes études en sciences sociales - Centro di Ricerche storiche a Parigi, dove tiene un seminario sulla semantica dei sistemi rappresentativi contemporanei.
Pur dedicandosi all'insegnamento in Francia, dove nel 1971-1972 riprende anche il seminario a Nanterre e la cattedra a Paris-I, Marin negli anni settanta e ottanta trascorre la maggior parte della propria vita lavorativa principalmente negli Stati Uniti d'America. Qui il campus più attivo e fecondo di spunti, anche per gli altri intellettuali francesi, è quello presso La Jolla a San Diego, dominato dall'influenza avanguardista di Herbert Marcuse, dalle rivendicazioni femministe, dall'opposizione alla guerra del Vietnam, dalla presenza di nutriti gruppi appartenenti alle minoranze etniche.
Un altro luogo prediletto da Marin è l'Italia, che conosce fin dal 1968 quando accompagna Greimas a Urbino, dove partecipa per 24 anni di seguito agli incontri semiotici, durante i quali ritrova Michel de Certeau e frequenta Paolo Fabbri e Umberto Eco. Tutta la penisola italiana lo interessa per accrescere le proprie conoscenze artistiche, che gli permettono di coltivare e nutrire la passione per la storia e la teoria dell'arte, approfondita anche grazie al confronto con studiosi quali Daniel Arasse o Hubert Damisch.
Due anni dopo la pubblicazione di Utopiques. Jeux d'espaces (1973), Marin nel 1975 entra nel comitato di redazione della nuova rivista Traverses, frutto della volontà pluridisciplinare del Centro Georges Pompidou, dove unisce i propri contributi a quelli di autori quali Paolo Fabbri e Jean Baudrillard.
Marin considera la propria generazione di studiosi di storia dell'arte, come Damisch, Bourdieu, Derrida, dotata di una preparazione filosofica, estetica e sociologica da cui derivano critiche sull'interpretazione dell'arte proposta da Erwin Panofsky. Marin è inoltre a lungo in contatto con Jean-François Lyotard, fra gli anni settanta e parte degli anni ottanta. Entrambi contribuiscono al volume collettivo Du Sublime pubblicato nel 1988.
L'interesse di Marin ai dipinti di Poussin si incrementa nel tempo, si riversa su di una parte più vasta della produzione artistica del pittore e viene largamento utilizzato negli insegnamenti di storia dell'arte. Un nutrito seguito di allievi dimostra entusiasmo per le sue lezioni. Una serie di opere verrà pubblicata dopo la sua morte. Nel 2009 un gruppo di studiosi si raccoglie intorno alla moglie Françoise per creare un'associazione che porta il nome di Louis Marin, e che si propone l'intento di ampliarne la notorietà, nella speranza che lo studio dei suoi lavori incoraggi nuove ricerche sugli argomenti da lui trattati.

## Il pensiero
Gli studi di Marin illustrano la possibilità e il vantaggio di utilizzare modelli tratti dalla semiotica, dalla linguistica e della teoria del testo per l'interpretazione della pittura. L'analisi avviene tramite la "lettura", attività dinamica che costituisce un sistema aperto di forze in costante e perpetua ricomposizione, e riguarda i testi di ogni tipo, letterari e artistici.
Il rapporto fra il linguaggio e l'immagine occupa tutta l'opera dello studioso. Nella Critique du discours (Critica del discorso) sono contenute già le idee che serviranno di base, sia in senso metodologico che teorico, alla riflessione costante sui fondamenti e sul potere della rappresentazione, e in particolare sull'intersezione fra il visivo e il verbale. Il paradigma fondatore della comprensione di qualsiasi tipo di segno inteso come rappresentazione è la teoria rappresentazionale del linguaggio e il suo utilizzo nella Logique de Port Royal, che Marin analizza nei minimi dettagli proprio nella Critique du discours. Il processo semiotico viene così compreso attraverso il concetto di rappresentazione: l'idea rappresenta l'oggetto, e il segno ne genera la manifestazione, costituendone il significato.
Nelle sue opere Marin mostra le tensioni, le opacità e le aporie delle teorie della rappresentazione e del disegno. Pone insieme il XVII secolo francese alla storia dell'evoluzione della modernità e chiarisce in tal modo il patrimonio ideologico moderno sul segno, sulla rappresentazione e sul potere delle immagini. Gli studi di Marin, all'interno di una riflessione teorica sulla natura del segno, mostrano come le rappresentazioni accumulino riserve di forza. Nel Ritratto del re (1981) compare l'espressione "poteri della rappresentazione", espressione che presenta il chiasmo "i poteri della rappresentazione e la rappresentazione dei poteri". Ciò che esso segnala è l'intrecciarsi dei poteri e delle rappresentazioni, che non possono coesistere indipendentemente gli uni dalle altre. In questo senso l'introduzione del Ritratto del re costituisce la continuazione della Critica del discorso, in cui l'autore rivela i collegamenti fra la Logica di Port-Royal e i Pensieri di Pascal. In sostanza Marin pone l'accento sulla comprensione di come, in ogni discorso e immagine (compresi i dipinti, gli arazzi e le medaglie), i segni siano organizzati in relazione l'uno con l'altro, di come producano significato e di come funzionino.
In Des pouvoirs de l'image (Sui poteri dell'immagine) Marin fornisce una serie di definizioni della rappresentazione in senso lato, e in particolare scrive che i registri di lettura si incrociano, si intrecciano, si rispondono l'un l'altro, senza tuttavia confondersi: un quadro ha il potere di mostrare ciò che la parola non è in grado di pronunciare, che nessun testo riuscirà a far leggere. Per contro l'immagine resta estranea alla logica della produzione di senso che apportano le figure del discorso.
Nell'opera L’Écriture de soi (Scrivere di sé) testo e immagine vengono definite quali facce della stessa medaglia, separate da una sottile frontiera, quasi intangibile: uno stretto legame che costituisce l'essenza della figurabilità che si trova sia nella scrittura, come in Stendhal e Montaigne, che nella pittura, come nei dipinti del quattrocento. Testo e immagine non si possono pensare separatamente, si richiamano a vicenda. Des pouvoirs de l’image (Sui poteri dell'immagine) non tratta invece di pittura né di scultura, bensì riflette sull'immagine che emerge dal testo, e del modo in cui essa impregna lo scritto e lo organizza, dotandolo di senso.
La soggettività gioca un ruolo primario nel produrre e nel ricevere l'opera d'arte, e per tale motivo Marin si è particolarmente interessato alla rappresentazione dell'io e della figura umana, specialmente nella forma autobiografica e dell'autoritratto.
L'analisi di Ex voto, dipinto da Philippe de Champaigne nel 1662, così come quella della Logica di Port-Royal, vertono sul potere che viene strutturato ed esibito, istituzionalizzato dalla scrittura o dalle immagini, ossia dalla rappresentazione in generale.

### Il concetto di rappresentazione
Fin dall'inizio Marin lavora allo studio della struttura e allo sviluppo storico della rappresentazione, attraverso l'investigazione della teoria del segno nella Logica di Port-Royal, la filosofia del linguaggio di Pascal, le analogie fra linguaggio e pittura (in particolare con l'analisi delle opere di Nicolas Poussin, Philippe de Champaigne e Paul Klee), e le strategie narrative dei Vangeli del Nuovo Testamento e dell'Utopia di Tommaso Moro. Il suo approccio moderno a testi e immagini del passato intende evidenziare le interazioni reciproche positive fra passato e presente.
Marin fornisce una definizione molto precisa della rappresentazione in diverse occasioni. Il concetto sembra essersi formato intorno al 1980, ed è quindi rimasto stabile nel suo pensiero. In Politiques de la représentation lo studioso specifica che la rappresentazione produce un doppio effetto attraverso un doppio potere: il potere di rendere qualcosa presente all'immaginazione del fruitore, e quello di costituirsi quale soggetto. Le due dimensioni coesistono in seno alla medesima rappresentazione, e la qualità della loro tensione determina la profondità significante dell'opera, qualunque sia il tipo di supporto sul quale viene eseguita. Marin infatti applica tale concetto al teatro, all'architettura, alla pittura, alla letteratura e perfino al paesaggio.
Il lavoro sul testo della Logique, influenzato dal modello rappresentativo di Cartesio, suggerisce a Marin una serie di problematiche: la questione del segno in generale, quella del discorso e della sua unità minima, la frase, e infine la questione teologica dell'Eucaristia, ossia del rituale "Questo è il mio corpo", operativo in ambito cattolico.
Il concetto della rappresentazione che Louis Marin sviluppa nei suoi scritti è anzitutto ancorato in un rapporto specifico fra testo e immagine. Partendo dal segno linguistico, lo studioso associa il segno iconico in una relazione che suggerisce una sorta di gerarchia nel sostrato comune di una riflessione sulla figura, a partire dalla quale vi è una zona indeterminata fra testo e immagine che non sono riconducibili l'uno all'altra.
Inoltre Marin effettua una storicizzazione della teoria della rappresentazione, di cui attribuisce l'apogeo nella Francia del XVII secolo. In quel periodo coincidono tre fenomeni fra loro interrelati: la formalizzazione della nozione da parte dei logici di Port-Royal, l'investimento nella rappresentazione quale forma di propaganda per conto del re Luigi XIV, e l'illustrazione della teoria della rappresentazione in dipinti accademici, come quelli di Nicolas Poussin.

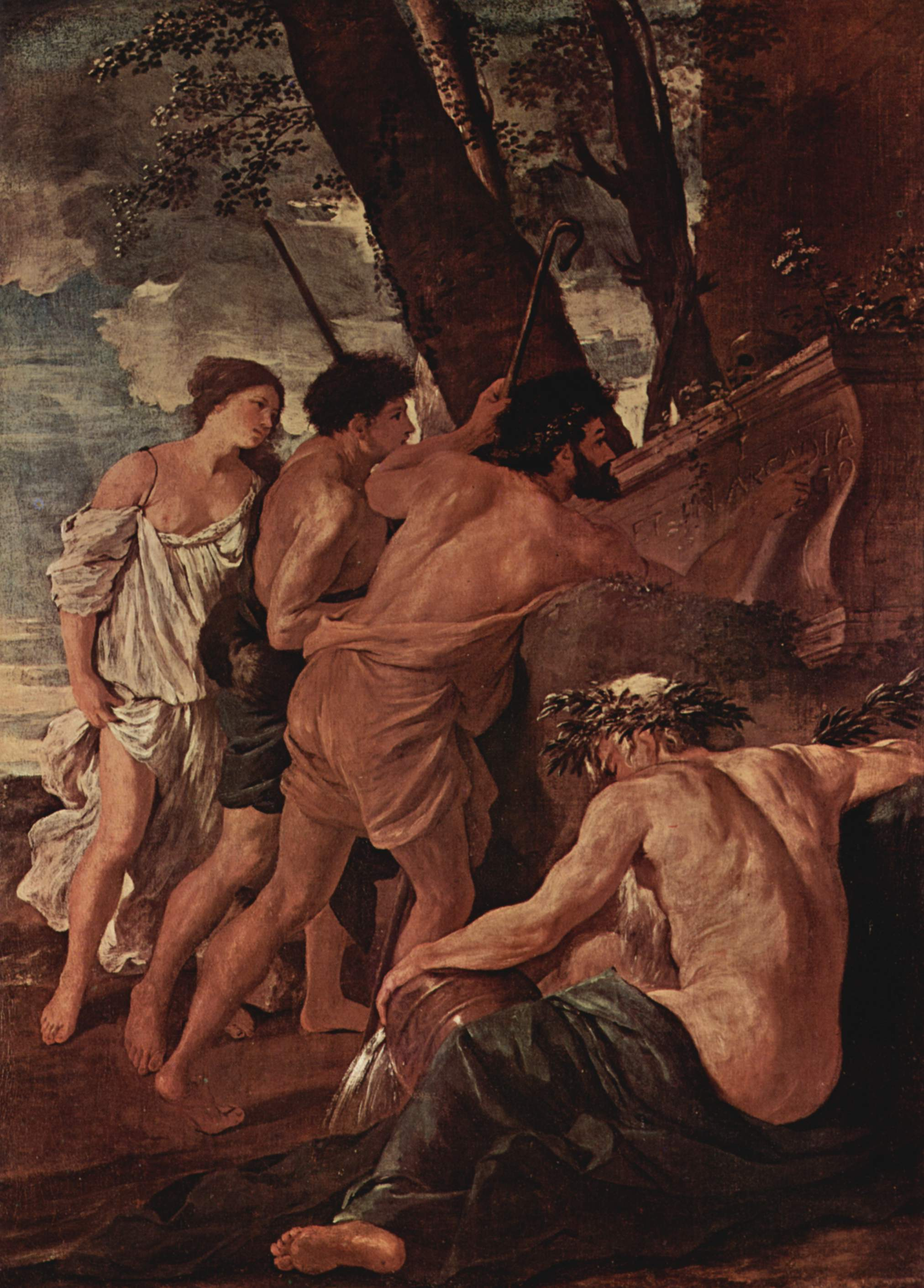
Nicolas Poussin, I pastori dell'Arcadia - Et in Arcadia ego, 1637-1639, olio su tela, Parigi, Museo del Louvre

Su Poussin Marin scrive diversi articoli e saggi, compreso il contributo a un volume collettivo intitolato Du Sublime (Del sublime). A proposito del sublime, Marin cerca di allinearne le caratteristiche presenti nel trattato attribuito a Longino con gli effetti della tempesta raffigurati da Poussin, e, nei paesaggi, la resa della mutazione delle rovine e del concetto del tempo. Marin anzitutto fornisce l'interpretazione di tre quadri: I pastori dell'Arcadia - Et in Arcadia ego (1637-1639), Paesaggio con un uomo ucciso da un serpente (1648), e Gli Ebrei raccolgono la manna nel deserto (1637-1639). La struttura, l'organizzazione dello spazio, i gesti deittici delle figure e la versione delle fonti testuali vengono analizzati attraverso le teorie del linguaggio e dei segni del XVII secolo, ma anche della teoria artistica sviluppatasi nel Rinascimento, e infine attraverso la linguistica e la filosofia del XX secolo.
In particolare, Marin considera I pastori dell'Arcadia un esempio chiave della teoria e della pratica della rappresentazione. Nell'analisi, che confuta l'interpretazione di Erwin Panofsky, Marin dimostra come una considerazione dello spazio, delle figure e dell'azione conduca a una lettura allegorica dei personaggi e dell'intera tela. Ispirato da Émile Benveniste, Marin esamina il modo in cui l'enunciazione lavora nel dipinto, cercando soprattutto i possibili significati della parola "ego", cioè "io", nell'iscrizione del dipinto. In Détruire la peinture Marin evita tuttavia di stabilire quale significato debba prevalere, notando come l'ego sia diviso fra passato e presente, e fra ricordo e interpretazione. Lo studioso propone in tal modo una logica verbale e visiva dell'osservazione, della lettura, della comunicazione e della commemorazione. Il concetto di rappresentazione che emerge in questo studio in particolare è un sistema regolato di narrazione, comprensione e inquadramento, che allo stesso tempo riconosce l'impossibilità di richiamare l'Arcadia, se non attraverso la sua rappresentazione. Negli scritti successivi su Poussin, Marin sviluppa ulteriormente l'analisi.
Secondo Marin anche il teatro francese del XVII secolo raggiunge effetti potenti, ma si occupa dell'argomento in misura molto minore, e principalmente in riferimento a Pierre Corneille, sul quale scrive tre articoli che definiscono l'opacità del teatro quale riflesso della pratica politica - opacità derivante anzitutto dall'organizzazione dello spazio.
Più in generale, il concetto di rappresentazione formulato da Marin costituisce uno strumento per l'analisi dei rapporti fra gli individui, in quanto i segni permettono di riconoscere un'identità sociale, un modo di essere. La nozione di rappresentazione assume pertanto una pertinenza più vasta per definire l'insieme delle forme con le quali gli individui, i gruppi, i poteri si costruiscono e propongono la propria immagine. Come osserva anche Pierre Bourdieu, la rappresentazione che i singoli individui e i gruppi forniscono attraverso le loro pratiche abitudinali e le loro proprietà fa parte integrante della loro realtà sociale. In questo senso, il concetto di rappresentazione conduce a pensare il mondo sociale o l'esercizio del potere in base a un modello relazionale. La loro efficacia dipende dalla percezione e dal giudizio dei destinatari, del coinvolgimento o del distaccamento dai meccanismi messi in opera dalla presentazione e dalla persuasione. Nel XVII secolo, in particolare, tali meccanismi sono potenti, e il rituale politico e monarchico utilizza marcate espressioni simboliche. Marin pone al centro del proprio lavoro le convenzioni che tendono a definire e fissare il funzionamento sociale, ad assicurare una totale efficacia della simbologia legata alla dominazione politica.

### Metodologia
Marin elabora la propria metodologia attraverso studi molteplici che riguardano un vasto campo di oggetti semiotici: storie autobiografiche, dipinti, medaglie, scritti di autori di letteratura francese dal XVI al XX secolo, tutti analizzati da angolazioni differenti. Un esempio è lo studio dell'affresco di Filippo Lippi nella cattedrale di Prato, di cui Marin analizza l'effetto sul fruitore. In particolare l'analisi di Marin riguarda il modo in cui lettori e spettatori sono coinvolti nelle rappresentazioni letterarie e artistiche. Lo studioso pone attenzione a chi viene rappresentato, a come la consapevolezza della trasparenza e dell'opacità della rappresentazione aumenti la comprensione dell'osservatore sia del materiale e delle dimensioni fisiche di un'opera d'arte, sia della cultura e della storia sottostanti.
Nell'articolo del 1990 L’oeuvre d’art et les sciences sociales Marin evidenzia il carattere unico e singolare di ciascuna opera d'arte ed espone la propria metodologia, suggerendo di considerare le opere d'arte (visive o plastiche, musicali o letterarie) quale insieme significante, in senso semiotico e semantico, ma anche estetico e affettivo. Inoltre le opere devono essere considerate nel contesto storico, materiale, intellettuale e spirituale in cui sono state eseguite. Spazio e luogo costituiscono il quadro entro il quale Marin sviluppa i propri concetti e la propria metodologia, analizzando i nomi dei luoghi negli scritti evangelici e letterari e muovendosi quindi verso lo spazio della rappresentazione e l'organizzazione dei luoghi raffigurati nella pittura. Incorniciare un quadro permette di delimitare un nuovo spazio la cui unica funzione è di mostrare forme e colori: pertanto Marin utilizza strumenti spaziali per la propria analisi.
Opacité de la peinture esemplifica le due principali linee di ricerca di Marin, che costruisce una teoria della rappresentazione e allo stesso tempo traccia la storia della teoria medesima, osservandone le configurazioni e i significati multipli nelle opere d'arte. Come Daniel Arasse, Hubert Damisch e Georges Didi-Huberman, Marin ricusa l'iconologia convenzionale, che si concentra principalmente sul contenuto e tiene in scarsa considerazione le condizioni in cui le opere vengono eseguite, a favore di ciò che Meyer Schapiro definisce "elementi non mimetici dell'immagine-segno". L'analisi di Marin chiarisce i meccanismi che attirano l'attenzione dello spettatore sulla fisicità, l'organizzazione, la cornice, la superficie, la trama delle immagini. Tali elementi sono in grado di dare vita alla rappresentazione.
Le opere di Marin analizzano quindi la composizione, il gioco dei colori, il rapporto fra le figure, il modo in cui certe figure stabiliscono un legame fra la rappresentazione e il mondo del fruitore, i metodi di incorniciare, la relazione fra testo e immagine, lo spessore della superficie della rappresentazione, o il rapporto (specie negli affreschi) fra l'architettura rappresentata e quella del luogo che ospita la rappresentazione. I discorsi e le immagini spesso producono l'apparato formale della loro enunciazione, studiando la quale viene rivelato il potere di tali discorsi e immagini.
Utilizzando la figura retorica del chiasmo, inoltre, Marin porta avanti l'analisi dei dipinti osservando sia il modo in cui la scena viene rappresentata, che quello in cui la scena si presenta allo spettatore. L'approccio all'interpretazione di Las Meninas di Velázquez è simile a quello di Michel Foucault, specialmente nel considerare il dipinto quale rappresentazione interamente autosufficiente.
In Opacité de la peinture Marin raccoglie una serie di studi su dipinti religiosi italiani del quattrocento, in cui applica la teoria della rappresentazione che due secoli dopo verrà formalizzata in Francia, a Port-Royal, negli anni sessanta del XVII secolo. In particolare, l'autore analizza gli affreschi di Luca Signorelli a Loreto, di Paolo Uccello a Firenze e di Piero della Francesca ad Arezzo, oltre alle Annunciazioni di Ambrogio Lorenzetti e di Beato Angelico.

### Semiotica della pittura
Negli scritti di Marin si trovano costanti rinvii alla questione kantiana dello schematismo dell'immaginazione. Tale tematizzazione filosofica dell'immaginazione ha radici nello sviluppo interno della semiologia della pittura proposta da Marin alla fine degli anni sessanta, come dimostra la sua interpretazione di Piet Mondrian e di Paul Klee formulata in un articolo in cui emerge l'ambiguità della struttura semiotica, che partecipa nello stesso tempo al livello strutturale profondo e a quello superficiale della rappresentazione. Tale ambiguità esige una riformulazione del problema del significato della pittura come relazione fra una strutturazione semiotica dinamica e un'esperienza estetica pre-semiotica: riformulazione che costituisce premessa al passaggio di Marin da una semiologia del testo (letterario o pittorico) a una semantica dell'enunciazione che rimanda a Émile Benveniste e implicitamente anche alla dottrina di Kant sull'immaginazione. Anche l'analisi su Stendhal manifesta lo stretto legame fra il problema dell'enunciazione e quello dell'immaginazione, oltre all'importanza essenziale di tale legame per la comprensione della relazione fra immagine e parola.
Il riferimento a Kant, in particolare, inizia nell'opera del 1973 Utopiques. Jeux d'espaces, mentre gli studi sulla semiologia della pittura hanno inizio nel 1969, lo stesso anno in cui Marin scrive l'articolo Comment lire un tableau? (Come leggere un quadro?) su Klee. Nell'articolo emerge il problema dell'immaginazione, che diviene esplicito in seguito, finché in un testo del 1984 il riferimento è diretto sia all'immaginazione che a Kant, e si ricollega ai temi affrontati nell'articolo del 1969. Il quadro di Klee che Marin analizza, Ein Blatt aus dem Städtebuch (Un foglio del libro delle città) si presenta proprio come una pagina di un libro, scritta in una lingua sconosciuta, indecifrabile. In Études sémiologiques Marin interpreta le categorie di Klee in termini della semantica strutturale di Greimas, trattando di "strutture elementari della significazione pittorica".
Marin è inoltre affascinato dall'interrogazione dei sogni proposta da Sigmund Freud, e la integra nella semiologia pittorica. Nel farlo, tuttavia, Marin stabilisce una distinzione fra il lavoro del linguista e quello dello psicoanalista: anche se entrambi riflettono su di un oggetto - la lingua o l'inconscio - per ricavarne deduzioni generali, lo psicanalista diviene anche ricettore del messaggio onirico, di cui deve ricostruire il codice interpretativo. Tradotto in termini di analisi semiotica dell'arte, il quadro diviene anzitutto un segno che si designa quale significante, dotato di un codice proprio, ossia ogni dipinto rappresenta un discorso in cui sono comprese le indicazioni per decifrarlo. In tal modo Marin postula l'autonomia espressiva della pittura al di là dell'imitazione della natura e della sottomissione alle convenzioni culturali. In altri termini, i dipinti non sono dei semplici oggetti, né delle semplici immagini, bensì racchiudono una serie di relazioni semantiche e una unità semantica e formale. Di conseguenza la semiologia pittorica deve conoscere le leggi della formulazione dell'immagine indipendentemente dalla funzione imitativa e descrittiva di essa. Pertanto vi è continuità fra il figurativo e l'astratto, malgrado le affermazioni contrarie della critica e dell'arte americane degli anni trenta e quaranta. In sostanza, secondo Marin, sia la pittura di Klee, che la linguistica di André Martinet, come pure la semantica strutturale di Greimas, puntano ugualmente alla stessa direzione: non la distruzione della rappresentazione, bensì la risalita alle origini della rappresentazione stessa.

## Opere
- Études sémiologiques : Écritures, peintures, 1971
- Sémiotique de la Passion, topiques et figures, 1971
- Le Récit évangélique, 1972
- Utopiques. Jeux d'espaces, 1973
- La Critique du discours, 1975
- Détruire la peinture, 1977
- Le récit est un piège, 1978
- Le Portrait du roi, 1981
- La Voix excommuniée. Essais de mémoire, 1981
- La Parole mangée et autres essais théologico-politiques, 1986
- Jean-Charles Blais, du figurable en peinture, 1988
- Pour une théorie baroque de l'action politique , 1989
- Opacité de la peinture. Essais sur la représentation en Quattrocento, 1989
- Lectures traversières, 1992

### Pubblicazioni postume
- De la représentation, 1993
- Des pouvoirs de l’image, Gloses, 1993
- Philippe de Champaigne, ou, La présence cachée, 1995
- Pascal et Port-Royal, 1997
- De l'entretien, 1997
- Sublime Poussin, 1998
- L’Écriture de soi: Ignace de Loyola, Montaigne, Stendhal, Roland Barthes, 1999
- Politiques de la représentation, 2005
- Opacité de la peinture. Essais sur la représentation au Quattrocento, nuova edizione, 2006
- La Traversée des signes, 2019